# Ministerio de Relaciones Exteriores y Culto (Costa Rica)
El Ministerio de Relaciones Exteriores y Culto (MREC) de Costa Rica, también conocido como la Cancillería, es el ministerio de gobierno encargado de administrar la política exterior y las relaciones internacionales y eclesiásticas del país. Sus funciones principales son las de representar al estado costarricense en el exterior, administrar las misiones diplomáticas, gestionar ante gobiernos y organismos internacionales, y representar al Estado en sus relaciones con las instituciones de culto del país.
Establecido el 9 de abril de 1844 como el Ministerio de Gobernación y Policía y Relaciones Interiores y Exteriores, está dirigido por un ministro, o canciller, quien actúa como el principal representante diplomático del gobierno en el exterior y ante las instituciones eclesiásticas del país. El Ministerio tiene su sede en la Casa Amarilla, ubicada en la ciudad de San José.

## Historia

### Antecedentes
El 9 de abril de 1844, durante la jefatura de estado de José María Alfaro Zamora, se crea el Ministerio de Gobernación y Policía y Relaciones Interiores y Exteriores. La primera persona en ostentar la cancillería fue José María Castro Madriz, quien posteriormente ocuparía la presidencia de la República por primera vez. El Ministerio se encargó de administrar las relaciones diplomáticas y civiles del Estado durante el periodo del Estado Libre de Costa Rica. El primer vicecanciller, nombrado en 1852, fue el periodista francés Adolphe Marie, quién emigró al país y estableció una relación de amistad con el entonces presidente Juan Rafael Mora Porras. Desde su establecimiento, el Ministerio se instaló en un edificio llamado Casa de Gobierno, construido en la época de los Borbones para alojar la Factoría de Tabacos de la provincia de San José. Este edificio estaba ubicado en el sector sureste de la manzana que hoy ocupa el Banco Central de Costa Rica.
Mediante la promulgación de la Constitución Política de 1847, se constituye la creación del Ministerio de Relaciones Interiores, Exteriores, Gobernación, Justicia y Negocios Eclesiásticos. Esta nueva institución, que llegó a reemplazar a la creada en 1844, ostentó por primera vez la cartera ministerial de Negocios Eclesiásticos, la cual se encargó de administrar las relaciones entre el Estado costarricense y la Iglesia católica, así como los asuntos religiosos del país. El nombre de esta cartera fue remplazado por el de Culto en 1870, y sus funciones siempre se mantuvieron apegadas a las del Ministerio o a las de una secretaría autónoma. En 1848 se separa la cartera de Justicia del Ministerio.
En 1848, se estableció la primera misión diplomática permanente de Costa Rica en el extranjero, cuando se formaliza una legación en Reino Unido, concurrente también en Francia y España. Su titular fue Felipe Francisco Molina y Bedoya, el primer diplomático que el país acreditó fuera de América Central. En 1851 se acredita la primera legación de Costa Rica en los Estados Unidos.
El Ministerio absorbe en 1851 la cartera de Interior y toma el nombre de Ministerio de Relaciones y de lo Interior, esto hasta 1853. En ese año se le reemplaza por el Ministerio de Relaciones Interiores y Exteriores e Instrucción Pública. En 1855, el Ministerio traslada su sede al Palacio Nacional de Costa Rica, obligado tras la demolición de la sede antigua. A partir de entonces, el Ministerio sufriría una serie de cambios por medio de los cuales se le asignaría y removería una serie de carteras ministeriales durante las diferentes administraciones presidenciales.
En 1866, el Ministerio absorbe la cartera de Hacienda, conociéndosele como Ministerio de Relaciones Exteriores, Hacienda, Instrucción Pública y Negocios Eclesiásticos, y entre 1868 y 1869 como Ministerio de Hacienda, Relaciones Exteriores, Culto e Instrucción Pública. Entre 1869 y 1876, se le conoce como Ministerio de Relaciones Exteriores, Instrucción Pública, Culto y Beneficencia. En 1877 toma el nombre de Ministerio de Relaciones Exteriores, Justicia, Instrucción Pública, Culto y Beneficencia, adjuntando de nuevo la cartera de Justicia, más esto hasta 1883 cuando retorna a la denominación anterior.
En 1884, vuelve a tomar una vez más la cartera de Justicia, y en 1885 se desliga de la cartera de Instrucción Pública. Hasta 1917 se le conocería como Ministerio de Relaciones Exteriores, Justicia y Gracia, Culto y Beneficencia. En 1888, se le vuelve a recargar la cartera de Gobernación, manteniéndose así hasta 1917, cuando, a raíz de las disposiciones de la Constitución Política de 1917 impulsadas por el presidente de facto Federico Tinoco Granados, se crean las secretarías de estado.
Durante la dictadura de los Hermanos Tinoco, entre 1917 y 1919, el Ministerio se transformaría en la Secretaría de Relaciones Exteriores, Justicia, Gracia, Culto y Beneficencia. Después de la caída de la dictadura, la Secretaría mantiene sus funciones más se desliga de las carteras de Beneficencia y de Justicia. En 1920, el Ministerio vuelve a trasladar su sede, esta vez a la actual Casa Amarilla, la cual sirvió anteriormente de forma breve al Congreso Constitucional como su sede.

### Establecimiento
En 1948, la Junta Fundadora de la Segunda República le reasigna a las secretarías de estado la denominación de "ministerios", y es aquí cuando se le otorga a la institución su nombre actual de Ministerio de Relaciones Exteriores y Culto (MREC). La Junta Fundadora nombraría a Benjamín Odio Odio como primer canciller de la Segunda República. Sin embargo, no es hasta el 24 de diciembre de 1962, que, mediante la promulgación de la Ley Orgánica del Ministerio de Relaciones Exteriores y Culto, N.º 3008, se fusionan ambas carteras de manera oficial.
La Casa Amarilla fue declarada como Monumento Nacional mediante el decreto N.º 6290-C del 17 de septiembre de 1976.

## Funciones

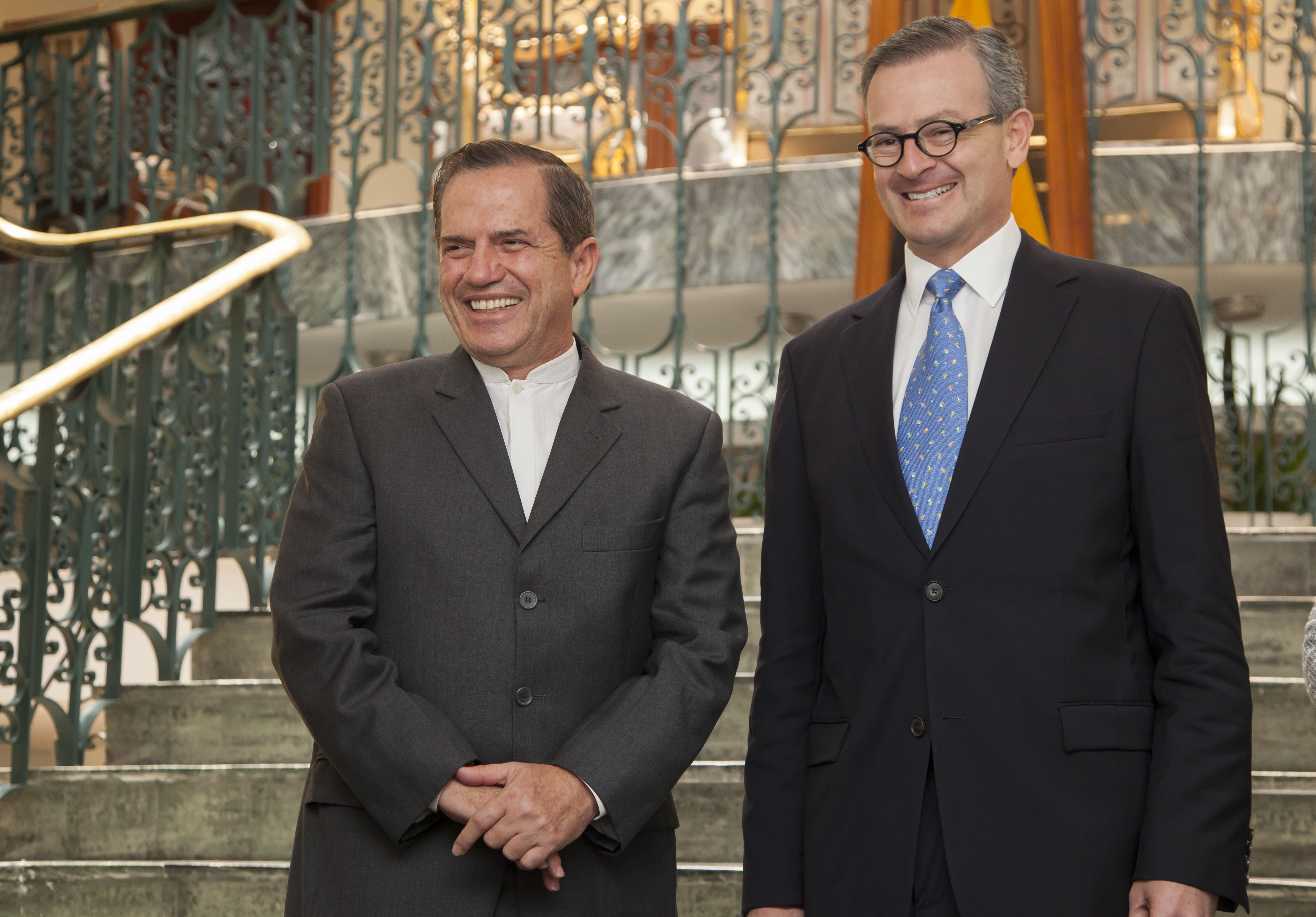
Manuel González Sanz (ministro entre 2014 y 2018) fotografiado junto a su entonces homólogo ecuatoriano, Ricardo Patiño, en 2015.

La principal función del Ministerio de Relaciones Exteriores y Culto es la de colaborar con el presidente de la República, bajo la dirección del ministro designado por medio de decreto ejecutivo, en la formulación sistematizada de la política exterior del país, en la orientación de sus relaciones internacionales y en la defensa diplomática y de la soberanía nacional. El Ministerio ejerce la administración y representación internacional no contenciosa del Estado costarricense en el exterior y es el órgano mediante el cual realiza todas sus gestiones con gobiernos e instituciones extranjeras. Este coordina de la política exterior de Costa Rica, busca cooperación internacional no reembolsable, organiza el cumplimiento de las normas del Ceremonial de Estado, vela por el adecuado funcionamiento de la misiones en el exterior, y colabora con la formación de los interesados en el servicio diplomático.
Costa Rica, un estado confesional por constitución, cuenta con la presencia de una cartera ministerial de culto, presente en este ministerio, y es por medio de ella en donde se representa al Estado en sus relaciones con la Iglesia católica, apostólica, romana, y de demás confesiones. Asimismo, el Ministerio debe incluir en su presupuesto una suma monetaria destinada a contribuir al mantenimiento de la Iglesia católica, de conformidad con el artículo 75 de la Constitución Política.

## Organización

### Ministro
El ministro, también conocido como canciller, es el titular de la cartera y el principal representante diplomático y consular del gobierno en el exterior y ante las instituciones eclesiásticas del país. Es nombrado por el presidente de la República, y ejerce su jurisdicción en todo el territorio nacional, la cual se extiende a las dependencias, oficinas, funcionarios y empleados de las misiones diplomáticas y del Ministerio. El ministro, además informa al presidente sobre la evolución de la situación internacional y lo auxilia en la formulación de la política exterior del estado costarricense, así como en la defensa diplomática de la soberanía del país. Desde el 31 de enero de 2020, el Ministerio es dirigido por Rodolfo Solano Quirós, quien fue nombrado por el actual presidente de la República, Carlos Alvarado Quesada, tras la renuncia del anterior ministro.
Entre otras de sus funciones, se encuentras las de servir de medio de comunicación para las otras carteras ministeriales en asuntos de orden internacional, resolver los asuntos concernientes a la demarcación y al territorio nacional y de sus fronteras, cuidar de las cortesías y cordialidades internacionales y de culto, entre otras. Al ministro le acompañaran en sus funciones los viceministros, así como un despacho de ayudantes y asesores.

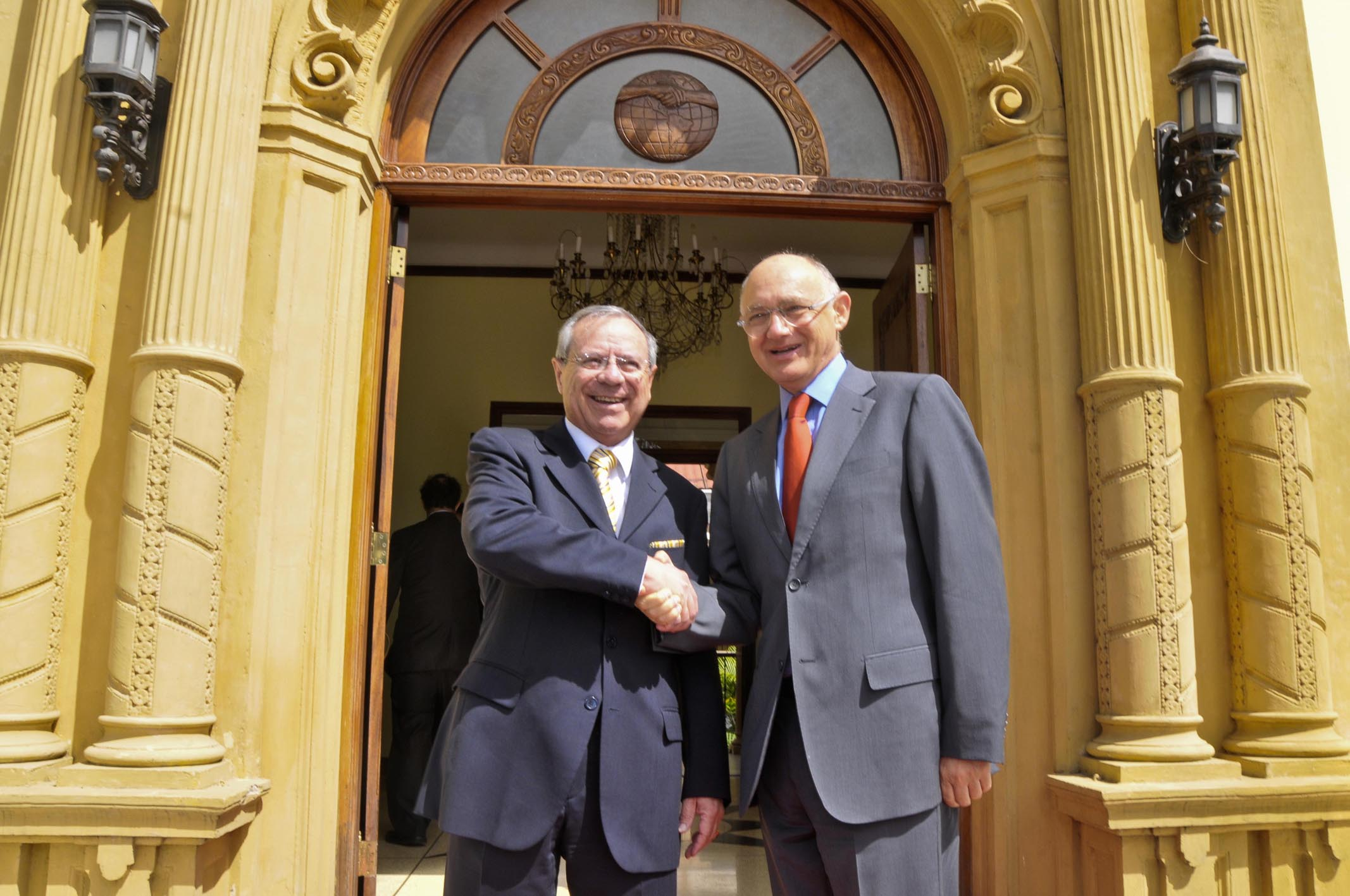
El excanciller Enrique Castillo (2011-2014) junto a su homólogo argentino, Héctor Timerman, en la Casa Amarilla, en 2012.

### Viceministros
El presidente de la República podrá nombrar a dos viceministros quienes asumirán las funciones y atribuciones estipuladas en la Ley General de la Administración Pública, entre ellas la de reemplazar al ministro en su ausencia. Serán los encargados de atender, en coordinación con el ministro, la política exterior y las relaciones internacionales del país. Actualmente, el Ministerio de Relaciones Exteriores y Culto se compone por dos viceministerios, ambos conformados durante la presidencia de Carlos Alvarado Quesada.

#### Asuntos Bilaterales y de Cooperación Internacional
El viceministro de Asuntos Bilaterales y de Cooperación Internacional se encarga de gestionar las relaciones diplomáticas entre Costa Rica y los demás países, así como de impulsar el diálogo diplomático y político con los gobiernos de otros países. El cargo, creado en 2020 durante la presidencia de Carlos Alvarado Quesada, es ocupado actualmente por Adriana Bolaños Argueta.

#### Asuntos Multilaterales
El viceministro de Asuntos Multilaterales se encarga de gestionar las relaciones entre Costa Rica y organismos internacionales, así como de buscar cooperación bilateral, tanto como política, como comercial. El cargo, creado en 2020 durante la presidencia de Carlos Alvarado Quesada, es ocupado actualmente por Christian Guillermet-Fernández.

### Dirección General
La administración del Ministerio de Relaciones Exteriores se divide en dos áreas; la Cancillería y la de Servicio Exterior. La Cancillería abarca el despacho del ministro, la Dirección de Protocolo Ceremonial del Estado y Culto y la Dirección de Política Exterior. Por otra parte, el Servicio Exterior comprende indistintamente el servicio diplomático y el servicio consular integrado por los embajadores extraordinarios y plenipotenciarios, enviados extraordinarios y ministros plenipotenciarios, ministros residentes, consejeros, encargados de negocios, secretarios y agregados, así como por los cónsules generales, cónsules, vicecónsules, agentes consulares y cancilleres. Dichos cargos son prestados en las misiones diplomáticas y consulares del país. Los demás empleados de dichas oficinas no pertenecen al Servicio Exterior.

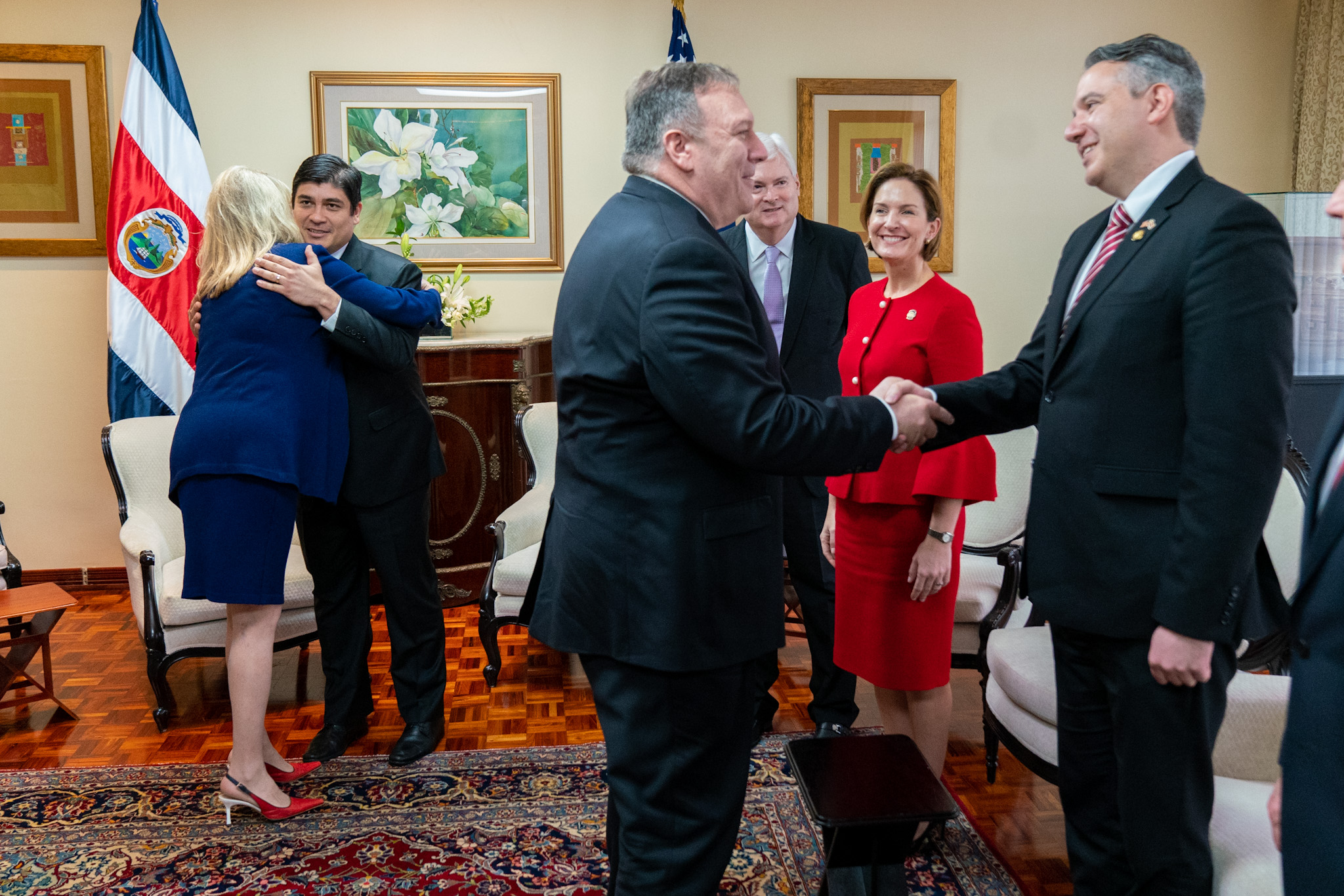
Encuentro bilateral entre el gobierno de Costa Rica y Mike Pompeo, secretario de Estado de los Estados Unidos, y con la presencia del canciller Manuel Ventura (2019-2020), en 2020.

El Ministerio de Relaciones Exteriores y Culto de Costa Rica se estructura en las siguientes direcciones y dependencias:
- La Dirección de Política Exterior
  - Departamento de Derecho Internacional y Derecho Humano
  - Departamento de Límites, Fronteras y Tratados Internacionales
  - Departamento de Organismos Internacionales
  - Departamento de Desarrollo Sostenible y Medio Ambiente
  - Departamento de Áreas Geográficas
  - Departamento de Asuntos de Desarme, Terrorismo y Crimen Organizado
- La Dirección de Cooperación Internacional
  - Departamento de Becas
- La Dirección de Servicio Exterior
  - Departamento Consular
  - Departamento Diplomático
- La Dirección de Protocolo Ceremonial del Estado y Culto
  - Departamento de Ceremonias del Estado
  - Departamento de Inmunidades y Privilegios
- Instituto Manuel María de Peralta

## Sede

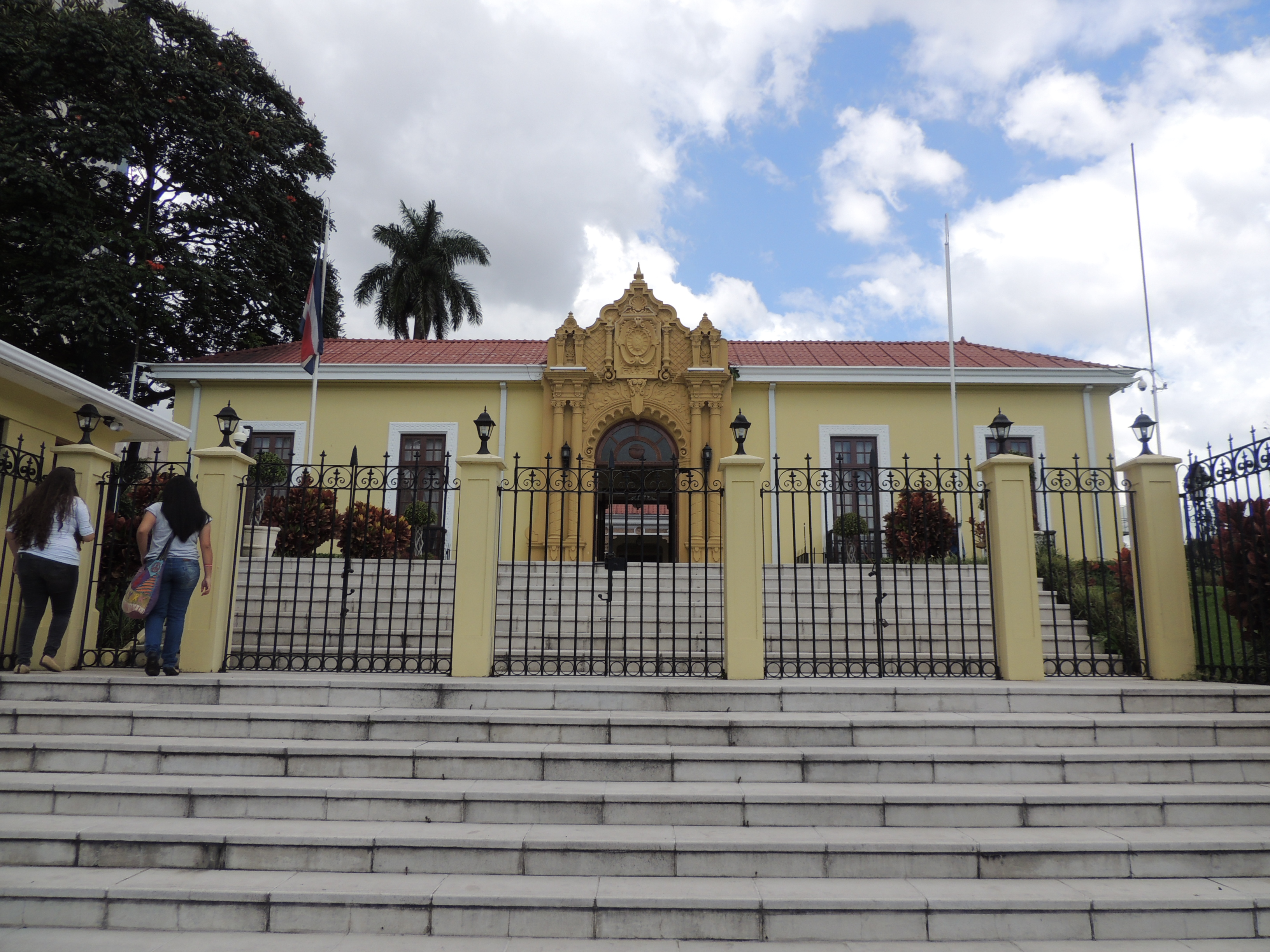
La Casa Amarilla, sede del Ministerio de Relaciones Exteriores de Costa Rica.

La Casa Amarilla es un edificio localizado en la ciudad de San José, capital de Costa Rica. Es la actual sede del Ministerio de Relaciones Exteriores y Culto. Ubicada en el distrito de Carmen, en la intersección entre avenida 7 y calle 11, es un inmueble de arquitectura neocolonial con decorados neobarrocos, construido en 1920 por el arquitecto estadounidense Henry D. Whitfield, con el propósito de que dicho edificio fuera la sede la Corte Centroamericana de Justicia. Considerado vestigio fundamental de la herencia urbana costarricense, fue declarado Monumento Nacional el 17 de septiembre de 1976 y es patrimonio histórico-arquitectónico de Costa Rica.